# Matigny
Matigny – miejscowość i gmina we Francji, w regionie Hauts-de-France, w departamencie Somma.
Według danych na rok 2011 gminę zamieszkiwało 516 osób, a gęstość zaludnienia wynosiła 74 osoby/km² (wśród 2293 gmin Pikardii Matigny plasuje się na 533. miejscu pod względem liczby ludności, natomiast pod względem powierzchni na miejscu 691.).